# Mordred

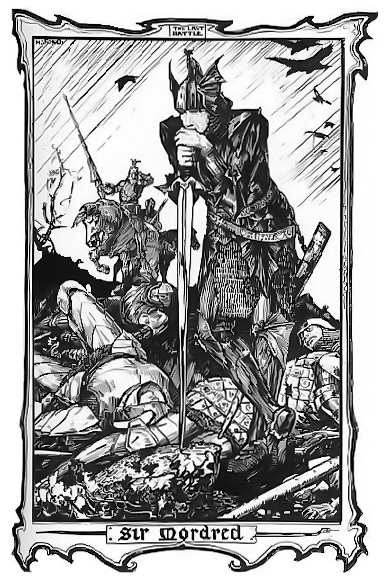
Bức "Sir Mordred" (1902) bởi H. J. Ford

Mordred hay Modred (/ˈmoʊdrɛd/; tiếng Wales: Medraut, Medrod.) là một nhân vật trong truyền thuyết Arthur

## Lịch sử
Mordred được biết đến như kẻ phản bội đã giao chiến với vua Arthur ở trận Camlann, cuối cùng hắn đã tử trận nhưng Arthur cũng bị trọng thương. Có nhiều giả thuyết về mối quan hệ của hắn với Arthur, nhưng hắn thường được coi là con rơi của Athur với người chị họ Morgause, còn được biết tới với tên là Morgan le Fay. Thời kỳ đầu, hắn được coi là con chính thức của Morgause, với người chồng là vua Lot của xứ Orkney. Các anh em của hắn lần lượt là Gawain, Agravain, Gaheris, và Gareth.

## Truyền thuyết
Những ghi chép sớm nhất về Mordred được tìm thấy trong tác phẩm Historia Regum Britanniae của Geoffrey xứ Monmouth. Trong tác phẩm đó, hắn được mô tả như một kẻ phản bội lại vua Arthur. Geoffrey mô tả nhân vật Mordred được vua Arthur giao trọng trách bảo vệ ngai vàng khi nhà vua băng qua eo biển để tham gia vào cuộc chiến của hoàng đế Lucius ở Rome. Trong lúc Arthur vắng mặt, Mordred tự xưng là vua và cưới Guinevere, khiến Arthur phải quay trở lại nước Anh. Trận chiến ở Camlann nổ ra, Mordred chết trong trận đánh khi vua Arthur tiến quân tới Avalon.